# Fosmet
Fosmet je nesistemski organofosfatni insekticid, ki se uporablja za rastline in živali. Večinoma se uporablja na jablanah proti molju, čeprav se prav tako uporablja za druge sadne rastline, okrasne rastline in vinske trte za zatiranje uši, pršic in sadnih mušic.

## Varnost
Fosmet je v ZDA na seznamu izjemno nevarnih snovi. Je zelo strupen za čebele. Pred leti je bila predlagana sporna teorija, po kateri bi lahko fosmet igral ključno vlogo pri epidemiji goveje spongiformne encefalopatije (BSE).
Leta 2010 je študija pokazala, da je vsako 10-kratno povečanje v urinu koncentracije organofosfatnih metabolitov, vsebovalo med 55 % in 72 % povečave ADHD (primanjkljaj pozornosti in motnja hiperaktivnosti) pri otrocih.